# 赤道祭

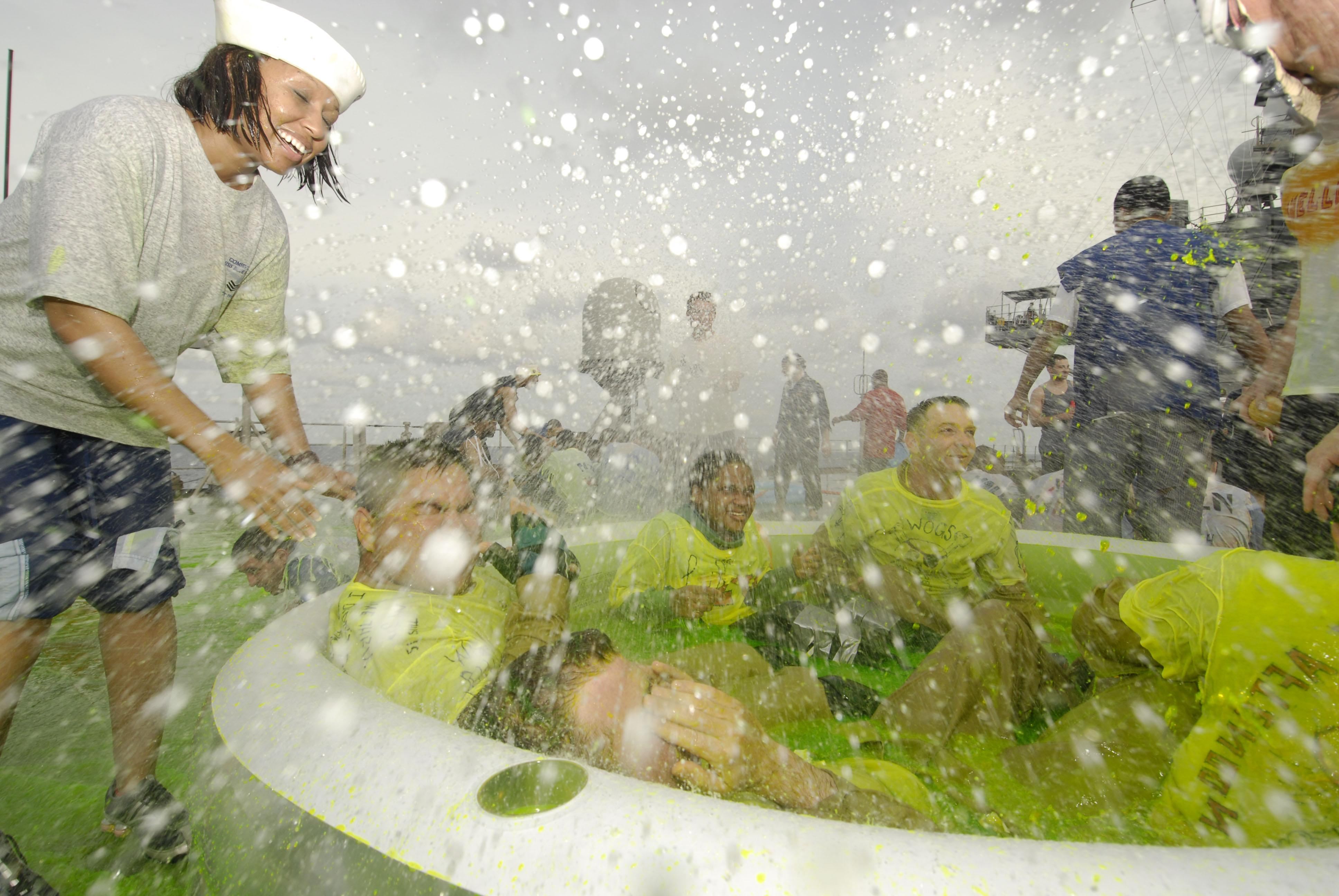
ブルー・リッジの赤道祭（2008年5月16日）

赤道祭（せきどうさい、英語: Line-crossing ceremony）とは、乗船中に初めて赤道を通過した船員に対して行われる通過儀礼、またはそこから発展した船上での祭り。

## 概要

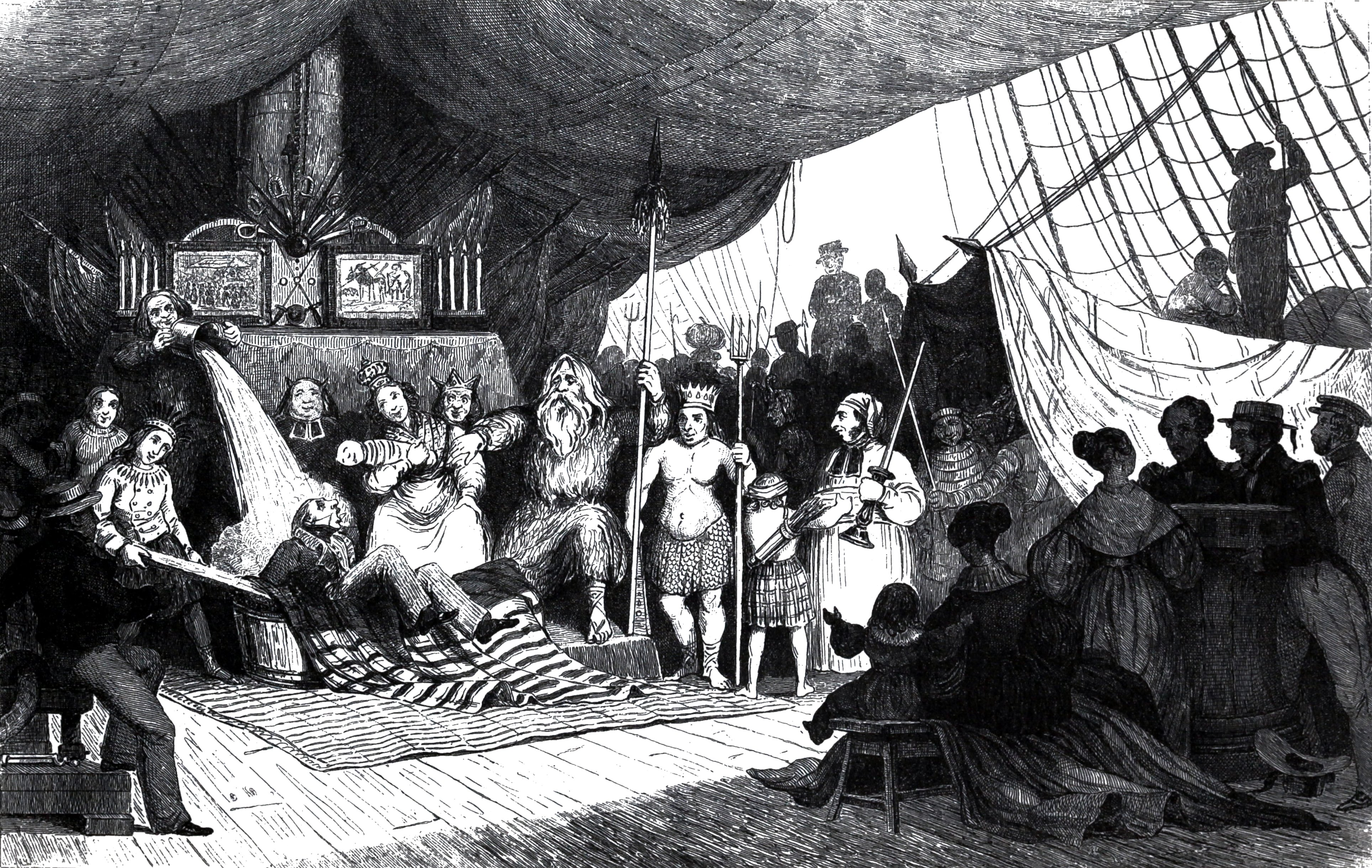
フランス海軍のメデューズで行われた赤道祭（1816年7月1日）

元々は岬を通過する際の儀式に由来する。帆船の大型化と天測航法の発達により外洋でも正確な位置を特定できるようになり、ヨーロッパから南半球への航海も可能となったが、赤道付近では北東貿易風と南東貿易風の間にある熱帯収束帯（赤道無風帯）は風が弱くスコールが発生しやすいなど木造帆船にとっては難所であった。このため船乗り達は赤道を通過する際に安全を祈願する儀式を行うようになったとされる。
ビーグル号の艦長を務めたロバート・フィッツロイは、オットー・フォン・コツェブーがスペイン、ポルトガル、イタリアの船で行われる儀式が士気高揚に有益であるという1839年の記述を引用している。
1800年代にはイギリス海軍やフランス海軍でもこのような行事が行われたことが記録されており、後に海軍を編成した国でも航海術と同時に広まった。
赤道を通過したことは熟練した船乗りの証でもあり、経験者は『亀の甲羅 (Shellbacks)』『ネプチューンの息子 (Sons of Neptune)』と呼ばれ尊敬される。対して未経験者は『オタマジャクシ (Pollywogs)』と呼ばれる。
海軍の練習艦隊や商船員養成所の航海訓練では新人が多いことから、乗員の士気や団結心を高めるため、航海中は娯楽が少ないことからレクリエーションとしての側面もあり、仮装や芸を披露する場ともなった。水上艦だけでなく潜水艦でも行われる。欧米の海軍では任務中に赤道を越えたことを証明する証書を発行しており、赤道を越えた者は熟練者と見なされている。
現代ではレクリエーション的な側面が強く、クルーズ船では乗客をもてなすパーティーとしている船も多い。
往路に越える際に行う『赤道祭』に対し、復路で越える際には『裏赤道祭』として別途行う船もある。

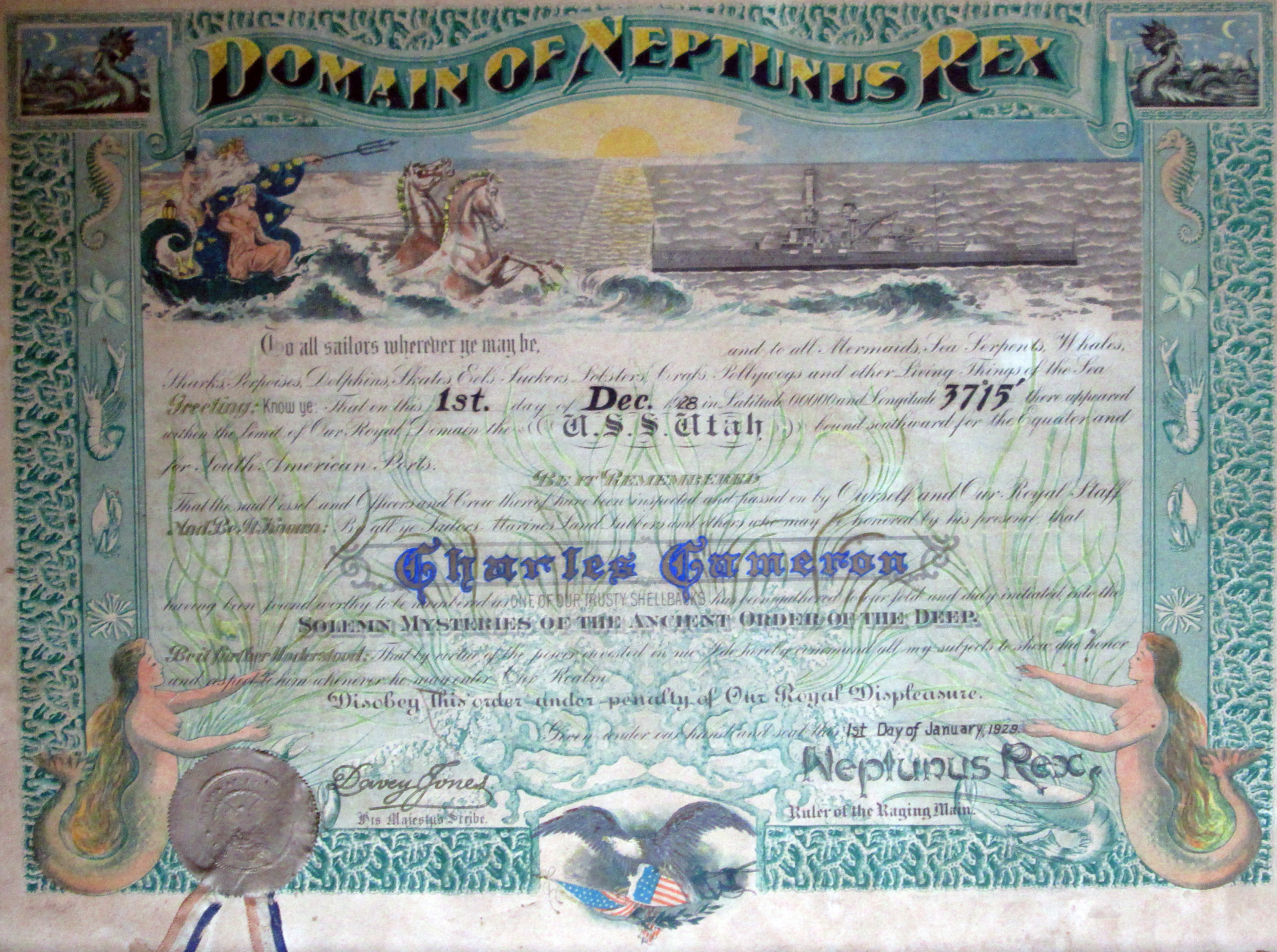
ユタの乗員に発行された証明カード（アメリカ海軍）
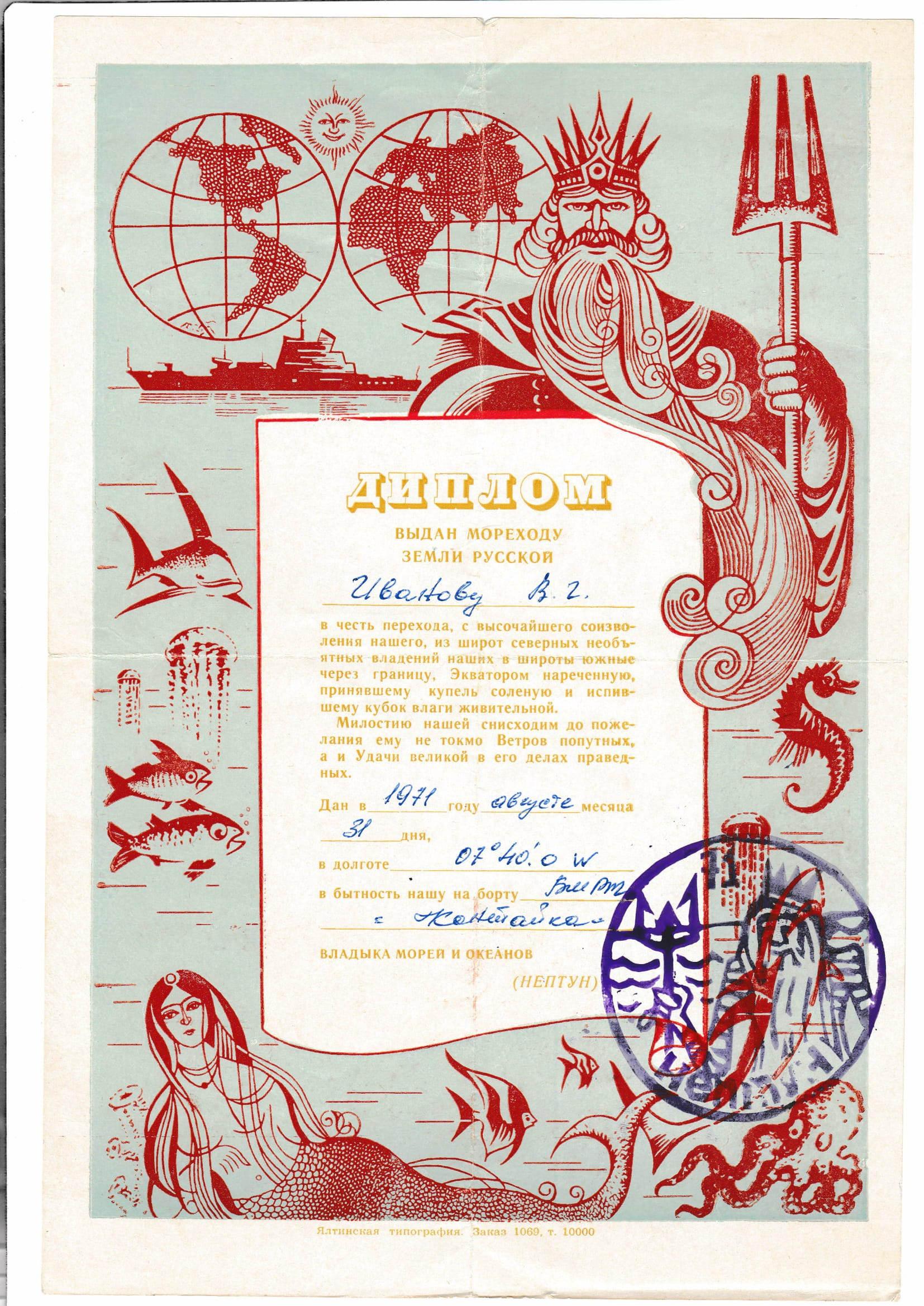
ソ連海軍が発行した証明書
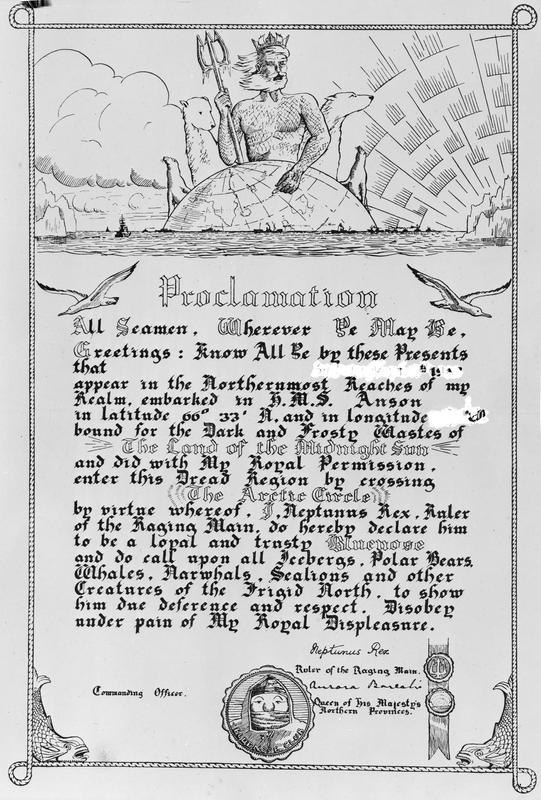
アンソンの乗員に発行された証明書（イギリス海軍）

## 内容
内容は概ね寸劇と仮装である。
イベントは2日間にわたり行われる 。
赤道を越えた経験がある内で最年長の者がネプチューン役となり、従者としてディヴィ・ジョーンズなどを従え寸劇が行われ、続いて未経験者に対する洗礼が甲板上で行われる。
仮装はネプチューンなどの海神、ヴァイキングなどの海賊に加え、女装が多い。
寸劇と仮装以外は国や船により異なり、最後に未経験者らが甲板上から海へ飛び込む（アメリカ海軍）、甲板上にプールを設置し未経験者を台の上から落とす（イギリス海軍）などがある、

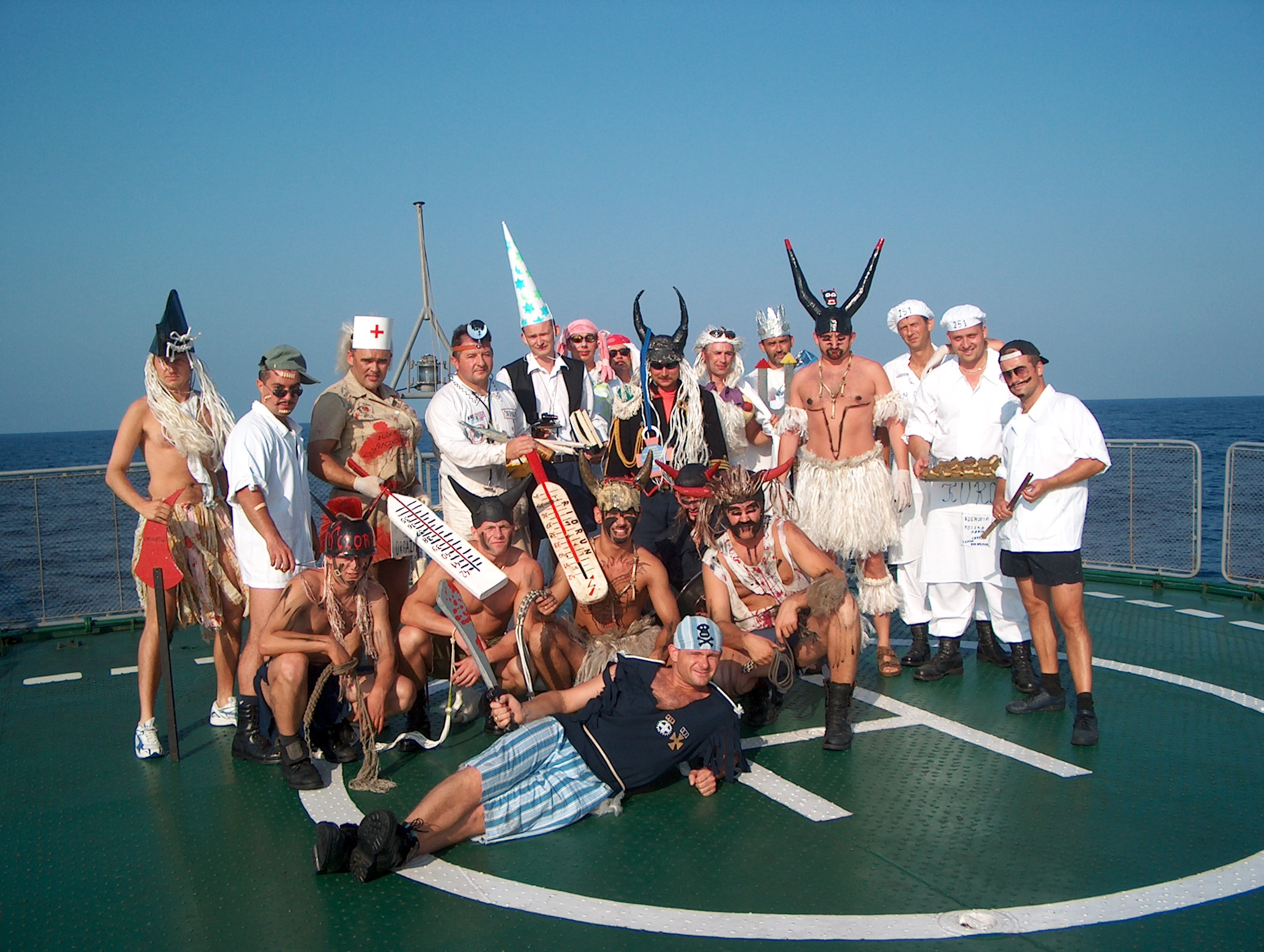
ポーランド海軍の練習艦『ORP Wodnikの赤道祭で仮装する乗組員（2003年8月20日）
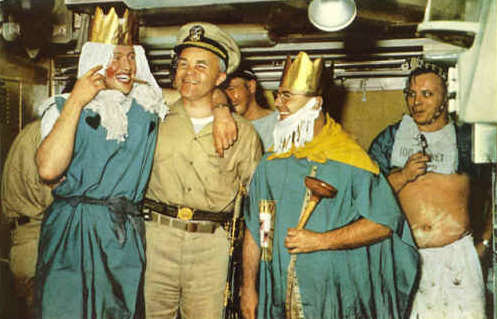
原子力潜水艦トライトンの赤道祭。黄色いケープを羽織っているのがディヴィ・ジョーンズ（1960年2月24日）
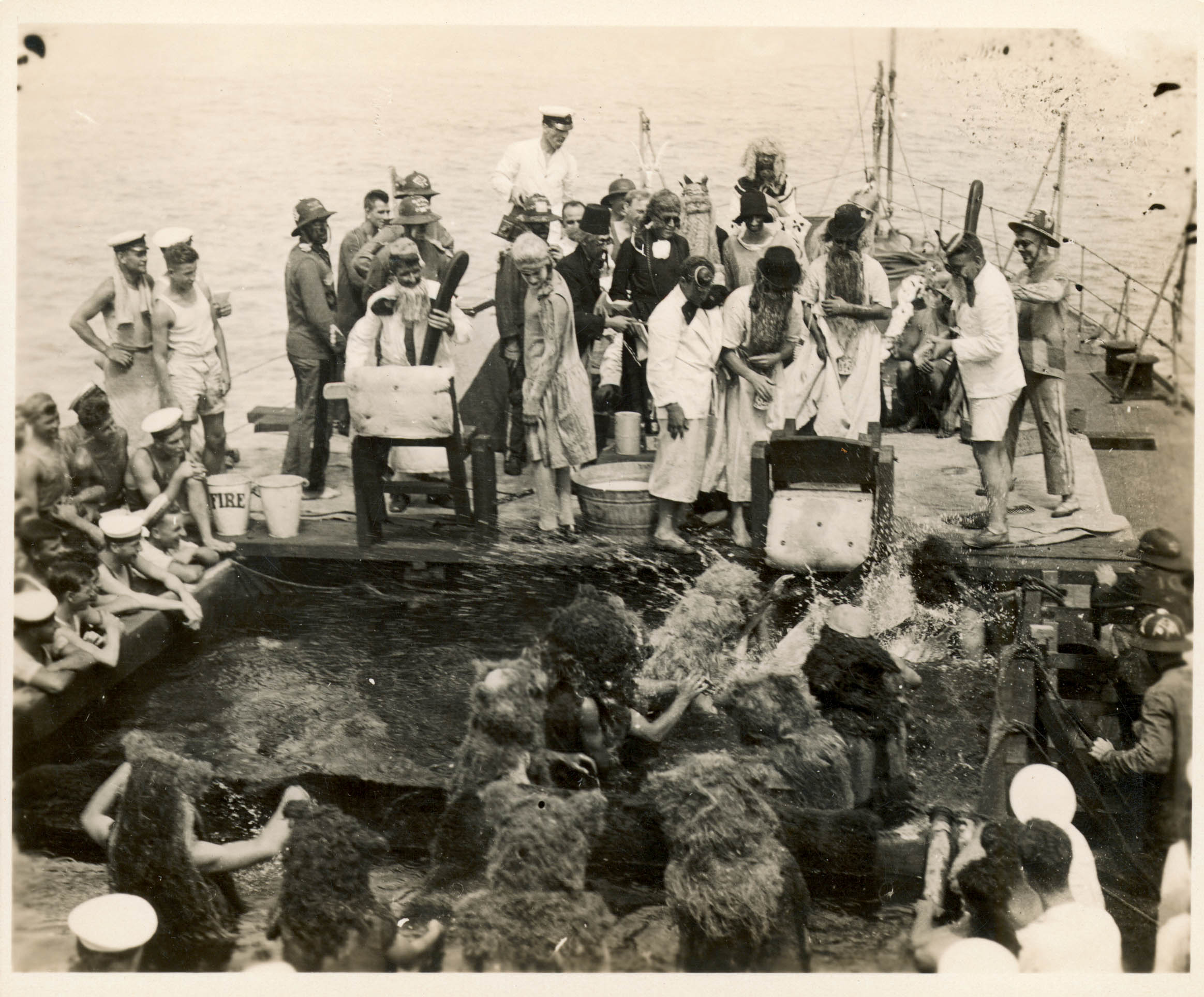
HMS メルボルンの赤道祭でプールに落とされる兵士（1926年）
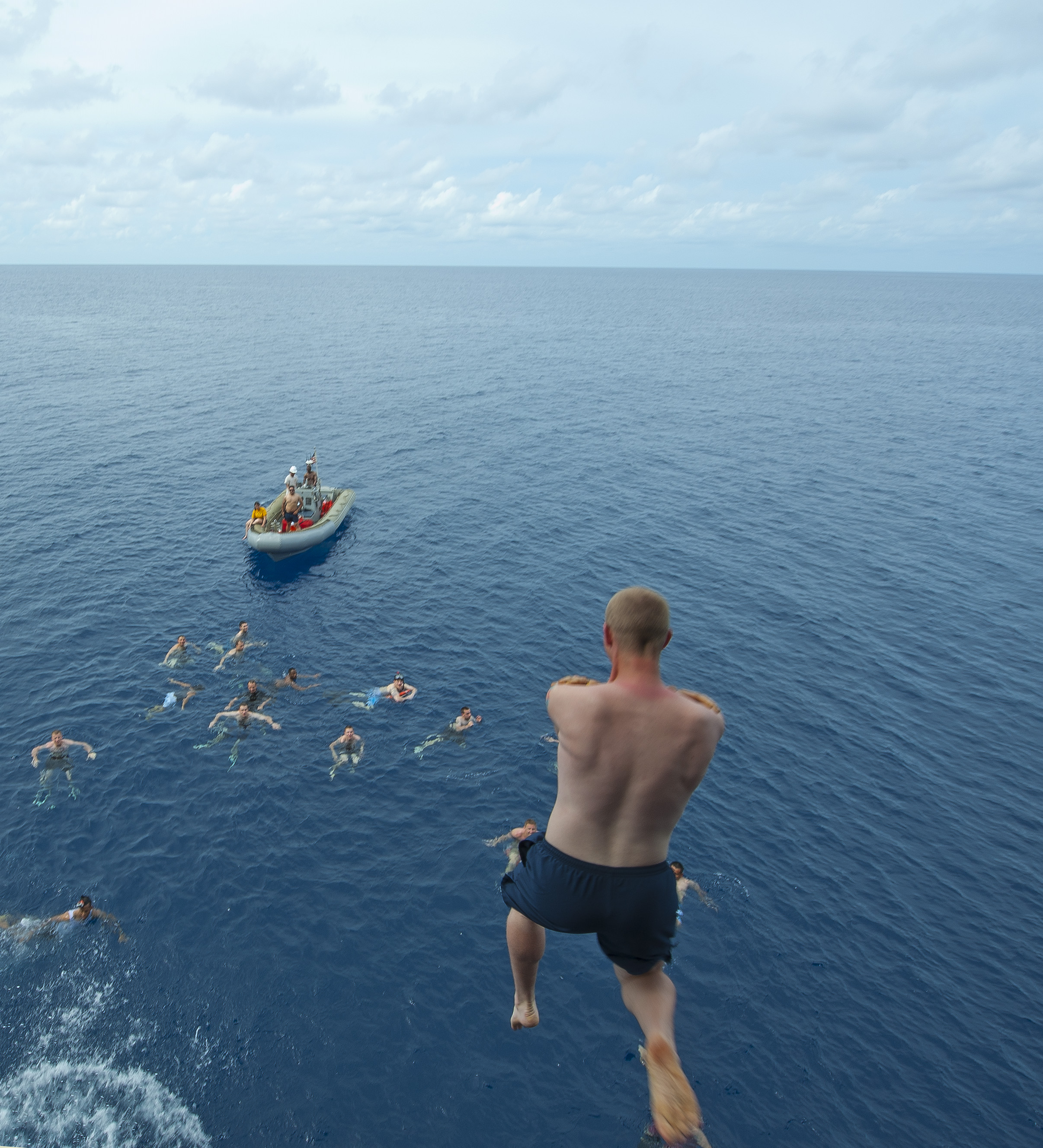
ブルー・リッジの赤道祭で海に飛び込む兵士（2012年5月8日）

### 日本
日本では明治以降、本格的に導入された西洋の航海技術と共に船乗りの習慣も伝わったが、既に無風地帯も難所ではない時代であり、大航海時代はおろか帆船による外洋航海の経験も少ない日本人には、帆船時代の行事という教科書な認識を越えることはなく、船乗りの通過儀礼という側面は継承されなかった。
帆船による世界周航の経験も豊富なイギリス海軍を手本とした大日本帝国海軍では、海軍カレーやウイスキーと同様に船乗り文化として導入されたが、通過儀礼とは認識されず、『航海の無事を神仏に祈る』『乗員による仮装などの余興』という表面的な導入がなされた。大日本帝国海軍では練習艦隊により全ての士官は必ず赤道越えを経験し、練習艦を運用する乗組員であれば複数回の経験者も珍しくないため、赤道を越えた者が特段尊敬されることもなかった。
練習艦隊として1911年12月25日に赤道を通過した阿蘇では、『赤道神に扮した水兵から艦長が鍵を受け取り、見えない祭壇の鍵を開けると赤道神が南半球に入る許可を与える』という、ヨーロッパの寸劇に類似した行事が記録されている。1944年3月15日に長門の艦上で行われた赤道祭では乗員の多くが初体験ということもあって軍紀の取り締まりも緩く
、列席していた宇垣纏が「演藝用品多数を有するは果して戦備の成るれるものにや。假装演藝共に練習艦隊にては見られざる程の上手なり」との感想を残すなど、乗員総出で行うレクリエーションとなっていた。
第二次世界大戦後の日本では、阿蘇で行われたような「神から航海安全の鍵を受け取る」という寸劇や仮装、演芸会が、南氷洋捕鯨船団などの民間船舶や南極観測船、海上自衛隊に継承されている。海上自衛隊では、練習艦隊の遠洋練習航海や南極観測船などで行われる。かつて安全を祈願する行事となっていたが、本来禁止されている飲酒が許可されるなどの特例もあり休息日のような扱いだった。現代では飲酒は厳禁となっているが、訓練は休みとなり余興を楽しむ日となっている。

## 問題
船舶工学の発展と汽船の登場により赤道無風帯の航行は容易となったが、一人前の船乗りとなる通過儀礼という側面もあったことから儀式は伝承されていた。民間船では次第に通過儀礼や安全祈願としての側面が薄れ、パーティー化していったのとは対照的に、上官の命令が絶対である軍隊では新人へのしごきが顕著となった。
第二次世界大戦後のアメリカ海軍では世界の海に艦隊を派遣しており赤道を通過する艦は珍しくないため、初めて海に出る新任士官や水兵への手荒な洗礼が恒例行事となっている。1970年代には赤道祭の当日は日が昇る前に甲板に集合させられ、生ゴミを頭からかけられ甲板上を這い回らさせられる (Snack time)、四つんばいで整列させられ尻を叩かれる (Whipping Time)、油を塗った腹にキスをさせる (Kissing The Royal Baby's)など、安全の祈願や寸劇とはほど遠い虐待的な行為が横行していた。なお配置の関係で赤道祭の経験が無いためやり方を知らず、度を超した行為をしない士官もいたという。
現代では過剰な暴行は裁判沙汰になるため禁止されているが、依然として手荒な儀式は黙認されている。

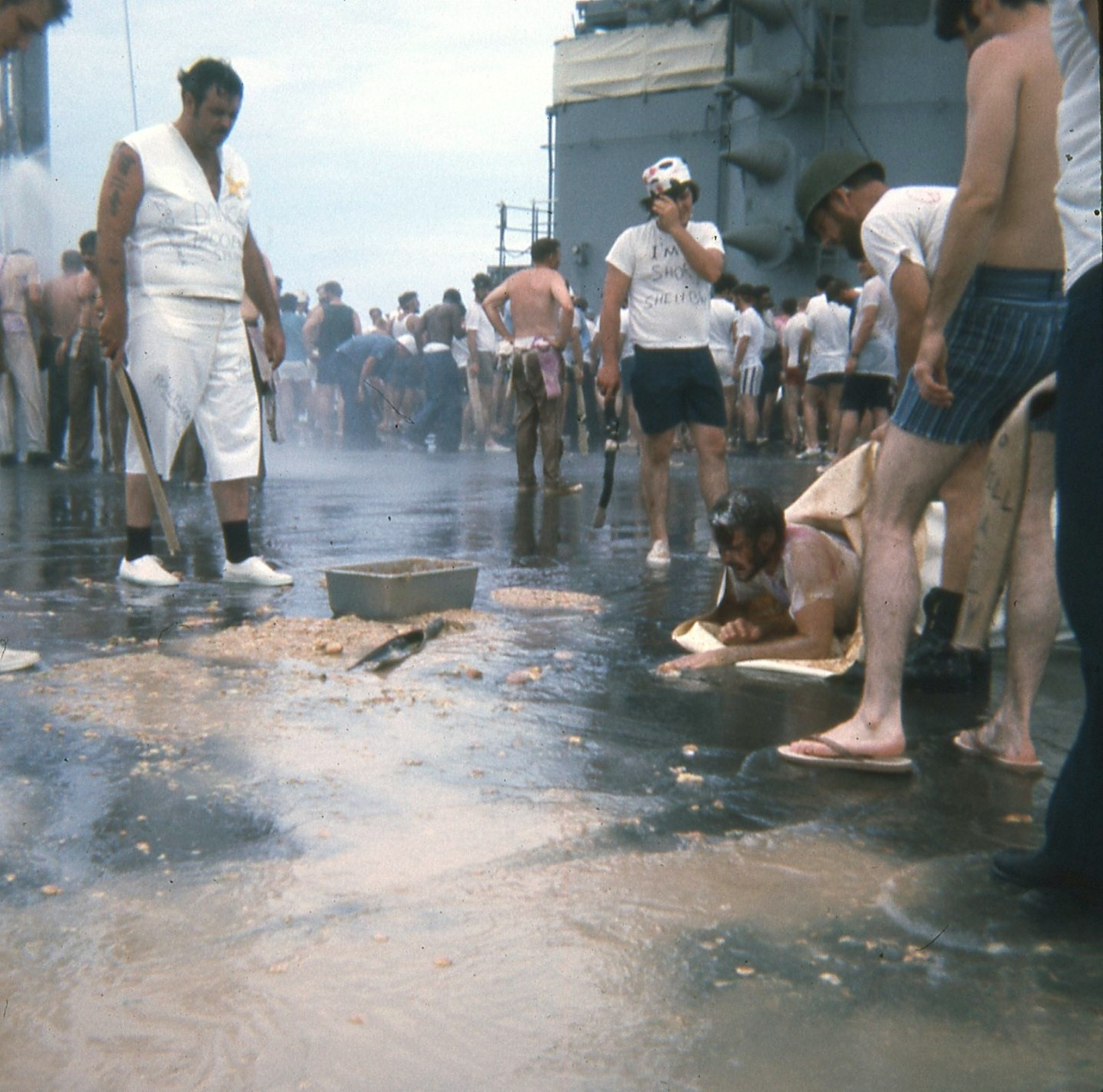
ブルー・リッジの赤道祭で行われた “Snack time” の様子（1973年8月29日）
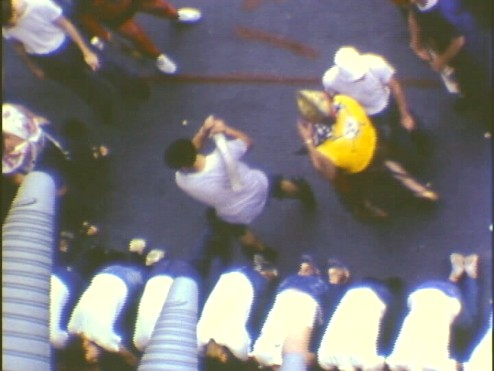
ブルー・リッジの赤道祭で行われた “Whipping Time” の様子（1971年2月26日）
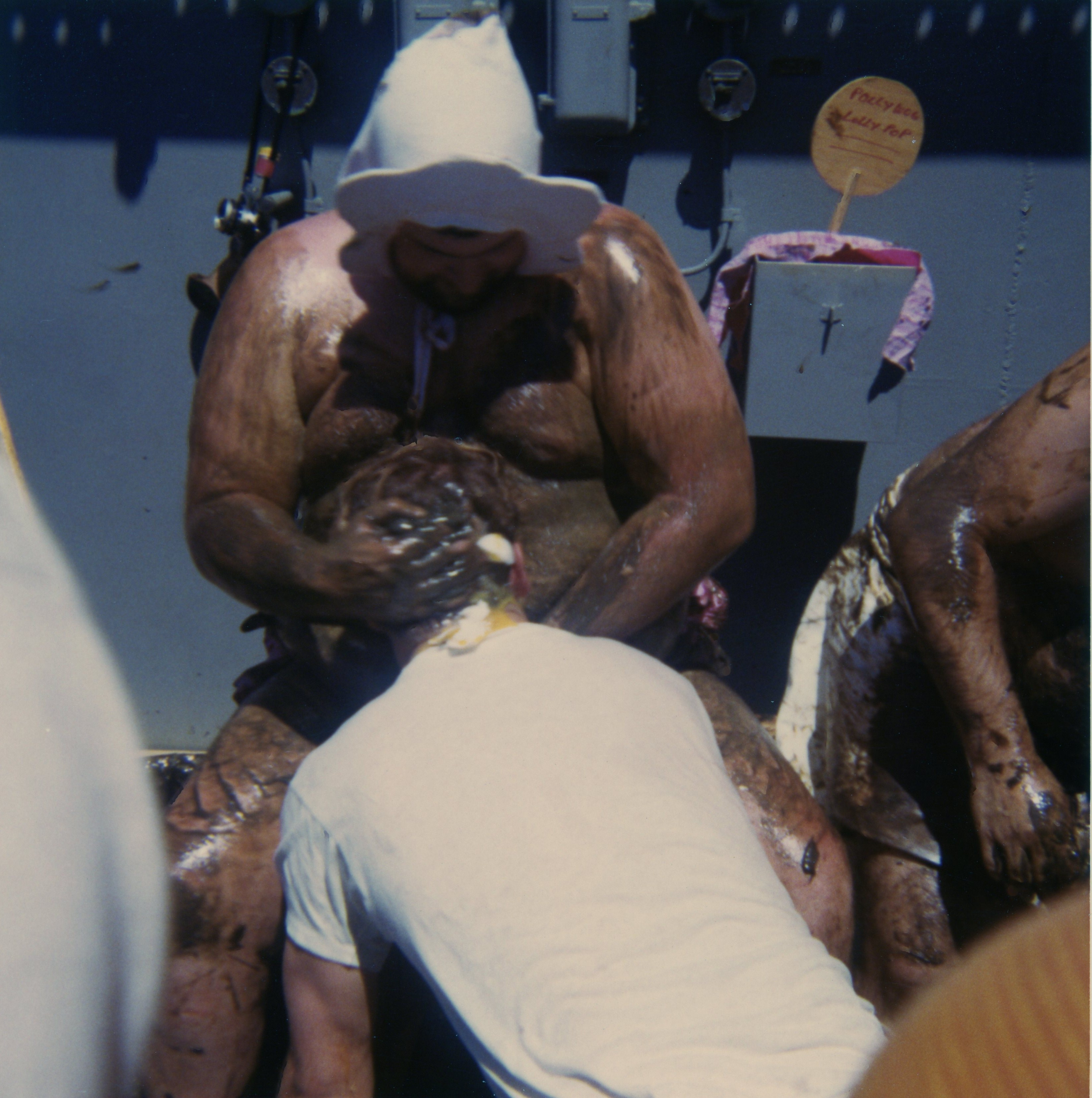
ブルー・リッジの赤道祭で行われた “Kissing The Royal Baby's” の様子（2014年5月26日）

## 航空機

機内で赤道を越えた際にネプチューンの冠の頭に乗せたベティ・フォード（1975年12月5日）

航空機では通常行われないが、ベティ・フォードがエアフォース・ワンに搭乗中、初めて赤道を越えたことから機内でパーティーが開かれたことがある。
モザンビークPKO部隊への補給品輸送にあたっていたC-130の機内でも行われたことがある。

## 赤道祭を描いた作品
『家族ロビンソン漂流記 ふしぎな島のフローネ』 第4話「オーストラリアめざして」
イギリスからオーストラリアへ向かう移民を乗せた船に乗船中、赤道を越えた日にパーティーが開かれた。
『母をたずねて三千里』 第17話「赤道まつり」
主人公が乗った船が赤道を通過した日に乗客らがパーティーを開いている。
『犯罪捜査官ネイビーファイル』 第2シーズン5話「赤道祭の洗礼 Crossing the Line」
アメリカ海軍で行われる赤道祭での仕打ちに憤慨したパイロットが訴えを起こす。
『ハイスクール・フリート』 第10話「赤道祭でハッピー！」
芝居などの余興を中心としたスタイルの赤道祭が行われた。
『宇宙戦艦ヤマト2199』 第7話「太陽圏に別れを告げて」
ヤマトがヘリオポーズを通過する際、赤道祭の故事に倣い『太陽系赤道祭』を開催している。